# Ryōta Izumori
Ryōta Izumori (japanisch 泉森 涼太 Izumori Ryōta; * 21. Juli 1999 in der Präfektur Osaka) ist ein japanischer Fußballspieler.

## Karriere
Ryōta Izumori erlernte das Fußballspielen in der Schulmannschaft der Kagoshima Josei High School sowie in der Universitätsmannschaft der Osaka University of Health and Sport Sciences. Seinen ersten Vertrag unterschrieb er am 1. Februar 2022 beim Kagoshima United FC. Der Verein aus Kagoshima spielte in der dritten Liga, der J3 League. In seiner ersten Saison kam er nicht zum Einsatz. Sein Drittligadebüt gab Ryota Izumori am 23. September 2023 (28. Spieltag) im Auswärtsspiel gegen den Ehime FC. Bei dem 2:0-Auswärtserfolg stand er in der Startelf und spielte die kompletten 90 Minuten. 2023 bestritt er für Kagoshima elf Drittligaspiele. Am Ende der Saison 2023 wurde er mit Kagoshima Vizemeister und stieg in die zweite Liga auf. Am Ende der Saison 2024 belegte er mit Kagoshima den 19. Tabellenplatz und musste somit in die dritte Liga absteigen. Nach dem Abstieg verließ er den Verein und schloss sich im Januar 2025 dem Zweitligisten Sagan Tosu an.

## Erfolge
Kagoshima United FC
- Japanischer Drittligavizemeister: 2023  ▲